# Dystroglykanopathie
Dystroglykanopathie bezeichnet eine Gruppe von sehr seltenen angeborenen Muskeldystrophien auf der Grundlage einer Stoffwechselstörung der Glykosylierung.
Folgende Einteilung ist derzeit gebräuchlich:

## Alpha-Dystroglykan Defekte
Qualitative oder quantitative Defekte,  Synonym: Alpha-Dystroglykanopathie
- Primäre Alpha-Dystroglykan-Defekte, Synonym: Alpha-Dystroglykanopathie, primäre[2]
  - Gliedergürteldystrophie 2P, Synonym: LGMD2P
  - MEB-Krankheit mit bilateraler multizystischer Leukodystrophie[3]
- Sekundäre Alpha-Dystroglykan-Defekte, Synonym: Alpha-Dystroglykanopathie, sekundäre[4]
  - FKRP-Defekte
  - Gliedergürteldystrophie 2I
  - Fukutin-Defekte[5]
  - LGMD2U, Synonym: Gliedergürtelmuskeldystrophie, autosomal-rezessive, Typ 2U[6]
  - LGMD durch POMK-Mangel[7]
  - LARGE-Defekte[8]
  - Protein-O-Mannose-Defekte[9]
    - Protein-O-Mannosyltransferase 1-Mangel
    - Protein-O-Mannosyltransferase 2-Mangel
    - Gliedergürteldystrophie 2K
    - LGMD2N[10]

## Dystroglykanopathien mit kongenitaler Muskeldystrophie
Durch Dystroglykanopathie verursachte CDM, Synonym: Kongenitale Muskeldystrophien
- Mit Anomalien an Hirn und Auge[12]
  - MEB-Krankheit mit bilateraler multizystischer Leukodystrophie[13]
  - Muskel-Auge-Gehirn-Krankheit
  - Muskeldystrophie Typ Fukuyama
  - Walker-Warburg-Syndrom
- Kongenitaler Defekt der Glycoproteinbiosynthese Typ Io, Synonyme: CDG (Congenital Disorder of Glycosylation) Typ Io; CDG-Io; CDG-Syndrom Typ Io; CDG1O; Kohlenhydrat-defizientes Glykoprotein-Syndrom Io[14]
- Kongenitale Muskeldystrophie 1C, Synonyme: CMD mit Intelligenzminderung; CMD-MR
- Kongenitaler Defekt der Glycoproteinbiosynthese Typ Iu, Synonyme: G (Congenital Disorder of Glycosylation) Typ Iu; CDG-Iu; CDG-Syndrom Typ Iu; CDG1U; CMD mit Intelligenzminderung und schwerer Epilepsie; DPM2-CDG; Kohlenhydrat-defizientes Glykoprotein-Syndrom Iu[15]
- CMD mit zerebellärer Beteiligung, Synonym: CMD-CRB[16]
- CDM ohne Intelligenzminderung[17]